# 阿尔弗雷德·拉塞尔·华莱士
亞爾佛德·羅素·華萊士 OM FRS（1823年1月8日—1913年11月7日），英國博物學家、探險家、地理學家、插画家、人類學家和生物學家，因独立构想天择这一演化理论而闻名。華萊士1848年在亞馬遜盆地進行博物學調查，1854在馬來群島做了8年的廣泛的田野調查，並在馬來群島確定了現在生物地理學中區分東洋區和澳大拉西亞區的分界線（華萊士線）。他被認為是19世紀動物物種地理分佈的權威專家，有時被稱為“生物地理學之父”或“達爾文的擋箭牌”。
「達爾文出身豪門，沒有衣食之憂，可以出海探險，可以閉門研究。沃勒斯（華萊士）出身小康之家，兄弟姐妹8個。13歲那年突遭變故，家境敗落，不得不輟學。」
1858年春天華萊士在馬來群島患病，躺在床上發冷發熱，突然想起12年前讀過的人口論。馬爾薩斯的這本經典提出族群的個體數目快速成長，終將超越自然資源的成長，帶來必然的災難。所以華萊士想到：如果由此角度來思考生物物種的演化與存留，這種自動發生的程序必然會改進種族，因為每一代劣等的必定會被殺死，優秀的會存活，亦即適者存活。這樣子動物軀體的每一部分都可以依照需要修改，就在這修改的過程中，沒有修改的就死掉，於是每一個新物種的特殊形狀和清楚的隔離都可以得到解釋。接下來幾天，他將想法寫成一篇20頁的論文，寄給達爾文。這年6月，華萊士論文抵達時，達爾文自己的著作也已經撰寫了一段時間，當他看到相隔半個地球居然也有人提出和自己相同的演化機制，於是刺激了他快速整理出一篇論文，和華萊士的論文一起在7月1日舉行的倫敦林奈學會中宣讀。當時華萊士還在婆羅洲，達爾文則在辦兒子的喪事，兩人都不在現場。兩人的文章最後都發表在林奈學會學報，這些事件最後促使達爾文發憤圖強，撰寫摘要並且將摘要擴大演化成五百多頁的《物種起源》。
華萊士是19世紀主要的演化思想家之一，除了是天擇的共同發現者之外，還為演化理論的發展做出了許多其他貢獻，包括動物的警戒作用和華萊士效應（關於天擇如何除去雜交種來促成種化的假設）。
虽然华莱士是和查尔斯·达尔文共同创立生物演化论的生物学家。但是华莱士却相信“看不见的宇宙之灵”在生物的演化，以及人类产生高级心智功能方面起到了作用。这种观点被称为“智能演化”（Intelligent Evolution）。也因此，华莱士也被相信生物为智能设计的人所尊敬。